# Rio Negro (Mato Grosso do Sul)
Rio Negro is een gemeente in de Braziliaanse deelstaat Mato Grosso do Sul. De gemeente telt 5.054 inwoners (schatting 2009).